# Liste der Träger des Order of the Republic of The Gambia (Medaille)

Bandschnalle „Order of the Republic of The Gambia“

In der Liste der Träger des Order of the Republic of The Gambia, Medaille sind Personen oder Organisationen gelistet, die den Orden Order of the Republic of The Gambia der Stufe Medaille (RGM) erhalten haben.
Die Liste ist noch unvollständig und soll stetig erweitert werden.

## Träger
Jahr der Verleihung nicht bekannt
- Mambury Njie, ehemaliger Generalsekretär und Leiter des öffentlichen Dienst, Büro des Präsidenten, Botschafter Gambias in der Golfregion und den Vereinigten Arabischen Emiraten[1]

1988
- Dodou J. Joof, Sportfunktionär

2000
- Fatoumatta Jahumpa-Ceesay, Pressesprecherin des Präsidenten[2]
- Abdoulie Conteh, Vorsitzender des Gemeinderates von Kanifing Municipal[3]

2003
- Mam Sait Njie von Makumbaya Farms
- Abdoulie M. Njie von Lyefish Company
- Momodou Lamin Boto Sonko von Boto Industrial Company
- Laye Mboge, Geschäftsführer des Badala Park Hotel
- Ardy Sarge, Geschäftsführer des Bangalow Beach Hotel
- Bai Ndongo Faal, Geschäftsführer der Gamstar Insurance Company
- Eddie Brewer, (posthumous), ehemaliger Naturschutzdirektor (RGM Honorary)

2004
- Captain Lamin Bojang, commanding officer 2nd Infantry Battalion Gambia armed forces
- Captain Masanneh Kinteh, deputy contingent commander of the Gambian contingent in UNMIL
- Dembo Badjie, chief von Foni Bondali
- Touffi Manga, community leader at Kanfenda village
- Aji Awa Saho a female community leader in Banjul central
- Ya Fatou Secka, a female youth leader in Banjul
- Aji Fatou Bah, a female community leader in Banjul south

2005
- Aji Haddy Panneh, Landwirtin und Alkalo, Njawara, North Bank Division
- Bala Manneh, politischer Aktivist, Sukuta, Kombo North
- Alhaji Demba Jallow, Landwirt, Nyirinyaba, North Bank Division
- Ebrima Mbye, pensionierter Lehrer
- Jonathan Goode, pensionierter Lehrer
- Ndye Awa Khan, Unternehmerin
- Aja Isatou Jallow, Alkalo, North Bank Division
- Alhaji P. A. Abdoulie Fatty, pensionierter Staatsbeamter

2006
- Pa Makoumba Njie, Geschäftsführer der Trust Bank Ltd.
- Muhammed Jah, Eigentümer der QuantumNet
- Nancy Njie, Eigentümerin der Kantine der Gambia Ports Authority
- Ajaratou Kendaka Ceesay, Frauenmobilisierin in Banjul
- WO Bakary Camara, State Guard
- WO2 Corra Faye, State Guard
- Ibrahima Boye, Kaur
- Omar Sowe, Fatoto
- Lamin Njie, Rektor der Daru Lower Basic School, Central River Division
- Alhagie Mansour Njie, ehemaliger Rundfunksprecher und Historiker
- Alhagie Malanding Ndenay Demba, Alkalo von Sifoe, Western Division
- Babucarr B. Touray, Chief of Lower Saloum, Central River Division
- Lt. Alhagie Saidou Martin, State Guard
- Capt Ismaila Sanyang, officer commanding GAF engineers
- Regimental Sergeant Ansumana Tamba, State Guard Battalion
- Abdul Aziz Tamba
- WO2 Abdoulie Jeng
- Abdoulie Mboge
- Abdoulie Everybody Mbye, Banjul
- Momodou Lamin Dahaba, KMC
- Amadou Samba von Gacem Company[8]
- Ardy Sarge von Gambia Hotel Association[8]
- Lie Mboge von Badala Park Hotel[8]
- Mohamed Ai Amar von West African Bronze[8]
- Yusuf Ezzidine von One Plus One[8]
- OB Conateh von National Partnership Enterprises[8]
- Jamil Haidoux von Vitalait Company[8]
- Akram Sock von Number One Sport Shop[8]
- Malleh Jagne von Friends of The Gambia Association[8]
- Fan Sin von Quandong Enterprise[8]
- Warrant Officer Abdoulie Saine[8]
- Momodou Lamin Gibba, Geschäftsführer der Gambia Ports Authority[8]
- Naser Grang[8]
- Abdoulie Baks Touray, ehemaliger Präsident der Gambia Chamber of Commerce & Industry[8]
- Fatou Jeck Cham, Unternehmerin[8]
- Musa Mendy, Education Officer Region 1[8]
- Amie Lette, Firmeninhaberin der Paradise Beach Hotel[8]
- Rosmond Mahoney, Firmeninhaberin der Rosmond Trading[8]
- Isatou Gagigo, Rektorin[8]
- Sanchaba Sulay Jobe, Lower Basic School[8]
- Jumai Badjie, Schulleiter der Jooli Lower Basic School LRD[8]
- Sulayman Faye, Assistant Records Officer, Cabinet Office of the President[8]

2008
- Sheriff Sawaneh, Geschäftsmann
- Alhagie Bala Musa Sanyang , Chief Foni Berefet
- Ebou Jobe, Parlamentsdiener der National Assembly
- Njogou Lamin Bah , Permanent Secretary one – Büro des Präsidenten
- Alhagie Kitim Gibba , APRC-Anhänger
- Malick Mbaye , APRC-Anhänger und Chief Upper Saloum
- Alhagie Musa Camara, ehemaliger Fula Announcer GRTS (posthumous)
- Basirou Gassama, APRC Militant Bakau
- Lamin Mustapha Cham, Champion Sounds
- Alh. Baboucarr Bouy, Permanent Secretary Department of State for Basic and Secondary Education

2009
- Swaebou Conateh, Journalist
- Shering Faye, Mitarbeiter beim Gambia Radio and Television Services
- Kebba Dibba, Mitarbeiter beim Gambia Radio and Television Services
- Adele Fye-Njie, pensionierter Lehrer
- Chief Lamin Queen Jammeh
- Ansumana Jammeh, Assistent des medizinischen Teams des Präsidenten
- George Goode
- Ebrima Badou Njie, ehemaliger Generaldirektor
- Alhagie Conteh
- Dabani Electrical Company
- Ramou Cole-Ceesay
- Kanda Kasseh Juwara, ehemaliger Seyfo (Postthumous)
- Momodou C Joof
- Buba Sagnia
- Ida King
- Jammeh Conta
- Jatta Baldeh
- Mamour Jobe
- Ousman Gibba
- Edward Sambou
- Famara Jallow
- Ensa Badjie
- Momodou Jobarteh
- Yahya Federa
- Assan Sylva
- Kebba Jammeh
- Aminata Ndure
- Amie Nyassi
- Marie Gomez
- Alh. Musa Jarjue
- Alh. Ousman Sanyang
- Alh. Noah Abraham
- Foday Sanneh
- Alh. Mamudu Badjie
- Karamo Bojang
- Neneh Sowe-Jagne
- Maj. Gregory Kangkhan
- Capt. Lamin Bojang
- Capt. Musa Ceesay
- Capt. Lamin FK Jammeh
- Capt. Babucarr Sanyang
- WOI Saam Arafang
- WOI Krubally Saja
- WOII Jobe Cherno
- WOII Mendy Dodou
- Sgt Sonko Jerreh
- Lieutenant Kora Faye
- Cpl. Lamin Manneh
- Staff Sgt. Cherno Baba S. K. Ndow
- Cpl. Jerreh Manneh
- Morro Jatta
- Kanny Touray
- Modou Cham
- Rohey Touray
- Muhammed Karaga
- Bintou Den
- Alfusainey Sanyang
- Amie Bojang
- Again Ak Jamboure
- Baba Kanagi
- Aja Fatou Njie
- Aja Fatoumatta Jah
- Lala’s cleansing service
- Aja Amie Jatta
- Ndey’s Skill Centre for women
- Aja Babung Sidibeh
- Aja Yate Faye
- Aja Fatou Njie Jarjussey
- Aja Nyima Jammeh
- Aja Rohey Touray
- Chan Khan Jallow
- Adu Lette Sey
- Ida Saine Conteh
- Rebecca Gabisi
- Edi Manneh
- Momodou Turo Darbo
- Alh. Seedy Beyai
- Alh. Sering Fye
- Alh. Kebba Dibba
- Yama Njie
- Isatou Jallow-Ndure
- Sering Nyang
- Badou Samba, Attache bei der Ständigen Vertretung von Gambia bei den Vereinten Nationen
- Sulayman Saidy
- Mary Tryphena Bisola Cole
- Judith Sarr
- Fola Haga Allen
- Momodou Ceesay
- Isatou A. M. Jallow
- Sambujang Conteh
- Aja Mba Kaddisa Sambou, Präsidentin des Banjulinding Women’s Garden
- Alhaji Alieu Njie
- Sheikh Tijan Sanyang
- Isatou Jammeh
- Hawa Jammeh
- Pa Adama Touray (Postthumous)
- Omar Meka Jallow, Geschäftsmann
- Jainaba Jammeh
- Lt. Solo Bojang
- Major Umpa Mendy
- Badoucarr Badjie
- Veronica Carayol
- Baboucarr Jarju

2010
- Alberr Corea, Messenger, Handelsministerium
- Alhaji Ndow, Messenger, Büro des Präsidenten
- Mamadi Faal, Albreda
- Ousman Sarge, Fass Chaho
- Papa Sey, Deputy Permanent Secretary, MOB&SE
- Abdoulie Jallow, Bakau Youth Mobiliser
- Katcho Bojang, Kembujeh
- Mariama Bah, Marakissa
- Aja Yama Njie, APRC Militant, Haddington Street, Banjul
- Aja Mary Taal, Barra
- Nenneh Darbo, Mansajang
- Aji Adama Bah, Sare Ngai
- Tenneng Touray, Sutukoba
- Majubaa Dibassy, Jakaba
- Aji Falo Drammeh, Bakadaji
- Aji Nyaballo Jallow, Gamibssara
- Capt Seedi Baldeh, Kanilai
- Mansalli Jawo, Yorro Bawol
- Maudo Susso, Simoto Touba Tumana
- Momodou Lamin Drammeh, Agriculture Officer, Wellingara Model Horticultural Centre
- Binta Gibba, Tampoto, Landwirt
- Operation NO Backway to Europe
- Alhaji B. Gaye, PURA
- Mor Jobe, MJ Finance
- Omar Sassou Demba, Darsilami Kombo
- Bakary Sanneh, Youth Mobiliser, Kombo Central
- Sulayman Gassama, Pirang
- Mr Joseph Gomez, OC
- WOII Amadou Pajero Jammeh
- Pa Ousman Jarju, Director, Fisheries
- Kebba Njie, Transport Foreman, Fisheries
- Alhaji Jabbi, Snr Hydraulic Eng.
- Isatou Jallow-Gaye, Meteorological Off.
- Lamin Nyabally, PS, Fisheries
- Sainey Jaiteh, Cleaner, Fisheries
- Farma Njie, Inhaber der Discovery Tours
- Ya Awa Jobe, Pioneers of Small Scale Development
- Omar Ndow, Messenger, Verteidigungsministerium
- Capt. A. Rahman Bah, GPA
- Halifa Baboucarr Bah, GPA
- Ndey Ramatoulie Cham
- Aji Abie Khan, Regional Medical Director
- Marie Forbes-Baldeh
- Fatou Mass Jobe, Geschäftsführerin, PHB
- Sheikh Tejan Faye, Sportler
- Alh. Kebba Touray, Chief of Niamina
- Jainaba Badjan, Justice
- Therese Sarr-Toupan, Justice
- Awa Bah, Ag. Sol Gen & Legal Sec
- Late Madam Cherlotte G. Carvalho nee Tamba
- Kebba Darboe, Driver, MOFA
- Abba Daffeh, Driver, MOFA
- Gabriel Mendy, Director of Treasury
- Seyfo Biran Baldeh, Upper Fulladu West
- Kaku Ceesay, ehemaliger Vorsitzender, Janjanbureh (Postthumous)
- Alh. Tamba S. Kinteh, Chief Executive Officer, Kerewan Area Council
- Mt Hamidou Jah, Geschäftsmann
- Alh. Yankuba Drammeh, Supportive to Government Projects, WR
- Mbye E. Faal, Rtd Teacher/Head Teacher
- Karamo S. Bojang, Principal Nusrat
- Rohey Kinteh, Rtd Head Teacher
- Jabou Kongira, Head Teacher
- Nasata B. Cham, Head Teacher, Sotumba
- Luncan Saine, Driver, National Assembly
- Khadijah Savage, Private Secretary
- Ousman Jatta, Commissioner, WR
- Ebrima Cham, Commissioner, URR
- Modou Sowe, Commissioner, LRR
- Kebba Bojang, Commissioner, NBR
- C/Supt Lamin F. Sanyang, Criminal Intelligence and Interpol Bureau Officer
- Supt. Landing Kinteh, Officer Commanding Prosecution
- Samba Kebbeh, Comm. of Kanifing Region
- Yankuba Sonko, Commissioner Crime Management Coordinator
- ASP Lala M. Camara, S/O Banjul Station
- ASP Fatou Senghore, Police Band
- ASP Yamundow Jagne-Joof
- ASP Tamsir Bah, S/O Sibanor
- Commissioner Karamo Sanneh
- Commissioner Baboucarr Mboob
- Commissioner Essa Tamba
- Commissioner Cherno Nyassi
- C/Supt. Hulay Jallow Mboob
- Mariama Jobarteh, Divisional Fire Officer
- Sainey Sagnia, Divisional Fire Officer
- Sang Colley Ndow, Divisional Fire Officer
- Thomas Jarjue, Deputy DG, Prisons
- Ousainou Colley, Commissioner of Prisons
- Ndoye Darboe, Commissioner of Prisons
- Ousman Sanneh, Principal Narcotic Officer
- Yadicone Hydara, Principal Narcotic Officer
- Fatou Fanny Williams, Principal Narcotic Officer
- Alh. Ousman Sarr, Messenger, Interior
- Aja Ndey Kodou Njie, Telephone Operator, Interior
- Jainaba Njie, Records Officer, Interior
- 84GNA/11525 Late WOI Mam Biran Sam
- Sub Lt Babucarr Manneh, Naval Command
- 84GNA/10772 FCPO Joseph Gomez
- Lt. Demba Baldeh (GAFTS)

2011
- Bakary Jaiteh
- Malick Jones
- Haruna Drammeh
- Lang Kullo Jatta
- Sarjo Sanneh
- Augustus Correa
- Mamma Nyang
- Galdys Conteh
- Saffiatou Kuyateh
- Baba Fatajo
- Pateh Sowe
- Nani Juwara
- Bakary Badjie
- Sarjo Cham
- Fansu Nyassy
- Naffi Barry
- Ndey Awa Khan Ceesay
- Saul Frazer
- Aji Ida Sallah
- Momodou Jagana
- Ajaratou Ndey Lette
- Kassim Njie
- Yusupha Kujabi
- Momodou Jain
- Solo Kemo Njie
- Njaga Njie
- Ida Njie
- Foday Darboe
- Samba Mbowe
- Mamina Badjie
- Jerreh Manjang
- Jainaba Sowe
- Fullo Mbaye
- Elizabeth Harding Sillah
- Landing Bojang
- Binta Ceesay Nyang
- Aminata Sey Faye
- Dodou Drammeh
- Fatou Gaye
- Horeja Mbye
- Sambujang Badjie
- Olimatou Jammeh-Sonko
- Lamin Sanyang
- Ebrima Wilson
- Abdoulie Camara
- Gibril Nying
- Alieu Secka
- Bunama Njie
- Sheikh Tijan Nyang
- Makasutu Culture Forest
- Pateh Ceesay
- Alh. Lamin Sarr
- Satou Sawaneh
- Aji Halimatou S. Faal
- Musu Ndure
- Olimatou Jammeh-Sonko
- Aja Fatou Kinneh Joof
- Mbanyick Saine
- Fadia Jarju
- Elizabeth Harding
- Omar Jawo
- Anna Tarro
- Abdou Kolley
- Baba Fofana
- Mansa Sowe
- Anna Wilson